# Клановице
Клановице (чеш. Klánovice) — пригород Праги, расположенный в восточной её части. С 1920 по 1974 год Клановице были самостоятельным населенным пунктом, ставшим частью Праги в 1974 году.
Прага-Клановице с 1990 года является муниципальным районом в составе административного района Прага 21, граничит с районом Беховице на западе.
В 1920-е — 1940-е годы двадцатого столетия район Клановице был известным местом отдыха высшего общества столицы. Во время, наступившее после подписания мюнхенского соглашения, и военного протектората в Клановицах возникло поле для гольфа. Сегодня Клановице — элитный загородный район. Застроенная часть Клановиц ограничена самой протяженной границей с лесным массивом (природный заповедник Клановицкий лес и Цирилов).